# 뇌테보리 화약

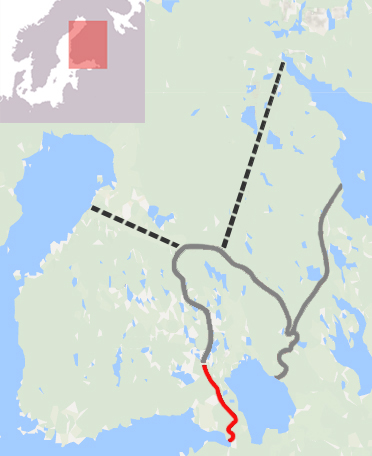
뇌테보리 화약에서 정해진 국경을 바라보는 두 가지 시선. 붉은색은 논쟁의 여지가 없이 확실히 정해진 국경이고, 회색은 16세기에 관습적으로 사용된 국경이다. 검은 점선은 북쪽 국경을 애매하게 규정함으로써 발생하는 두 가지 경우의 수다.

뇌테보리 화약(스웨덴어: Freden i Nöteborg, 러시아어: Ореховецкий мир, 핀란드어: Pähkinäsaaren rauha 패흐키내사렌 라우하[*])은 1323년 8월 12일 스웨덴 왕국과 노브고로드 공화국 사이에 조인된 스웨덴-노브고로드 전쟁의 평화 조약이자 국경 확정 조약이다. 뇌테보리란 실리셀부르크의 스웨덴어 이름이며, 핀란드어로는 패흐키내사리(핀란드어: Pähkinäsaari)라고 한다. 현재 조약 원본은 소실되었다. 러시아어, 스웨덴어, 라틴어 사본들이 존재하나, 그 내용들은 서로 모순된다.
본 조약은 한자 동맹 상인들의 중재로 스웨덴과 노브고로드 사이의 전쟁을 중단시키기 위한 것이었다. 노브고로드는 카리알라인 교구 3개를 스웨덴에게 할양하고, 대신 스웨덴은 노브고로드와 나르바간의 분쟁에 불간섭을 약속했다. 양측 모두 새로 확정된 국경에 새 성을 쌓는 것을 삼가할 것을 약속했다.
조약으로 정해진 국경은 우선 남쪽으로는 비보리성 동북쪽에서부터 세스트라강과 볼치야강을 따라 내려가 카리알라 지협을 동서로 양분한다. 그리고 북쪽으로는 사보 지역을 지나서 "북쪽의 바다"에 닿는다. 그런데 이 북쪽의 바다라는 것이 보트니아만을 의미하는 것인지 백해를 의미하는 것인지 명확하지 않다.
이 조약에서는 비보리성 일대의 국경을 확실히 한 것이 중요시되었다. 북쪽의 핀란드 광야의 국경은 대충 정해졌으며, 카리알라 지협에 비해 크게 중요하지 않다고 여겨진 것 같다. 조약을 중재한 한자 동맹도 그 문제에 무관심했다. 하지만 결국 조약 조인 5년만에 스웨덴은 조약의 "북쪽 바다"가 백해라고 주장하면서 포흐얀마에 도로를 깔기 시작하고 성을 쌓았다. 노브고로드 공화국 및 노브고로드를 정복한 모스크바 대공국에서는 스웨덴의 이런 행위를 조약 조작이라고 보고 인정하지 않다가, 1595년 테우시나 조약으로 스웨덴이 주장하는 국경을 인정하게 되었다.
국경선이 정해진 일대는 핀인, 카리알라인, 해메인 등 원주민들의 생활터전이었으나 당연히 이들은 발언권이 없었다. 이로써 카리알라인들은 노브고로드 및 그 후신인 러시아의 영향권에, 나머지 핀계 원주민들은 스웨덴의 영향권에 귀속되었다. 뇌테보리 화약 및 테우시나 조약으로 그어진 국경선 서쪽 지역이 오늘날의 핀란드 국토의 전신이 된다.
노브고로드 공화국은 뇌테보리 화약 3년 뒤 노르웨이와 노브고로드 조약을 맺었고, 이로써 서방 문화권과 러시아 문화권의 경계가 처음으로 확정되었다.